# Regra de Laporte
A Regra de Laporte é uma regra de seleção que se aplica às moléculas com centro de inversão.
Ela afirma que transições eletrônicas que conservem paridade são proibidas. 
Ou seja, são proibidas:
- g (do alemão, gerade, par) → g ;
- u (ungerade, ímpar) → u.

As transições serão permitidas se o centro de inversão for eliminado, o que explica ver experimentalmente tais transições aparentemente proibidas. Essa "quebra" de centro de inversão pode ocorrer por diversos motivos, como vibração assimétrica ou o efeito Jahn-Teller.

## Ver Também
- Grupo de espaço
- Espectroscopia
- Espectroscopia UV/visível
- Mecânica quântica